# 난펑 전투
난펑 전투(南鹏岛战斗)는 제2차 국공 내전 중에 일어난 전투로 중국 인민해방군이 승리했다.
광둥성이 중국공산당의 마수에 넘어간 후 난펑다오로 후퇴한 중화민국 국군은 중국 인민해방군에게 골치덩이었는데 왜냐하면 난펑다오가 주강 삼각주와 충저우 해협 사이에 전략적으로 위치한 섬이라 지역 경제에 핵심이 되는 해운 회사들의 활동이 제한받았기 때문이고 그런 이유로 인민해방군은 이 섬을 침략하기로 결정했다. 1950년 8월 9일 아침 인민해방군 41군 364연대 3대대가 침략했고 2시간의 전투 후 중화민국 국군 난펑다오 사령부는 병력 421명 전원을 잃고 함락됐다. 그 외에도 인민해방군은 정크 선박 20척, 포 1문, 기관총 10정, 그리고 다른 화기 194정을 노획했다.
난펑다오는 중화민국 국군이 통제하는 다른 영토에서 너무 떨어져있어서 전투 발발 시 지원병력이 올 수 없었다. 난펑다오에 주둔하던 사령관은 대만으로 후퇴할 수 있도록 계속 부탁했었지만 거절당했다.

## 같이 보기
- 국민혁명군
- 국공 내전